# Église Notre-Dame-de-l'Immaculée-Conception de Bormla

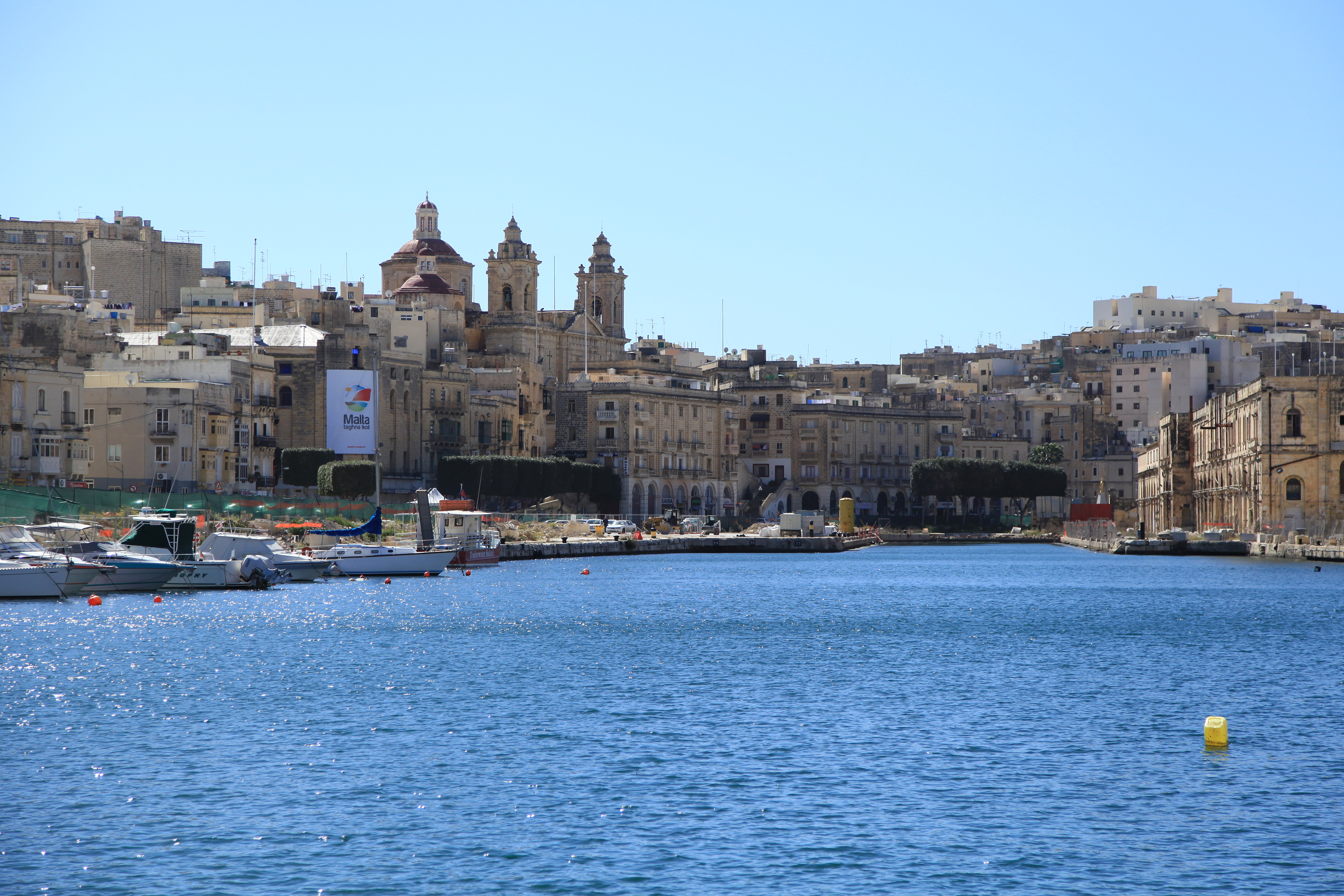
Vue depuis un bateau de croisière de deux ports de Malte vers Triq Santa Tereża et le ruisseau Dockyard à Cospicua, Malte

L'église Notre-Dame-de-l'Immaculée-Conception est une église catholique située dans la ville de Bormla, à Malte.

## Historique
La première église construite date de 1584, fut agrandie en 1637 et 1638, et ne fut terminée et consacrée qu'en 1732. En 1828, le pape Pie VII lui confère le statut collégial.
L'église a échappé aux intenses bombardements de la ville durant la Seconde Guerre mondiale.

## Intérieur
La cathédrale possède des richesses exceptionnelles, à commencer par "La Madone et l'Enfant" de Polidoro Veneziano au XVIIe siècle.